# 王之采 (万历戊戌进士)
王之采（？—？），號衷宇，錦衣衛籍山西承宣布政使司平陽府蒲州（今山西省永濟縣）。明朝政治人物、進士出身。

## 生平
萬曆二十二年（1594年）甲午科順天鄉試第十四名舉人，萬曆二十六年（1598年），登戊戌科二甲十四名進士。都察院觀政，授南京礼部主事，三十三年补兵部主事，三十七年升本部员外郎，三十八年升郎中，三十九年升陕西参政，四十一年调庄浪右参政，四十四年加升右布政，四十六年五月升固原左布政，四十八年升南太常寺卿，天啓元年（1621年），改任都察院右副都御史、廵撫寧夏。隨後在本年十月加升兵部右侍郎銜，三年改兵部左侍郎。天啟五年，總督陝西三邊，兩年后致仕，加右都御史。
崇祯三年（1630年）升兵部右侍郎，转左侍郎，四年回籍。

## 家族
曾祖王瑶，贈少保兵部尚書。祖父王崇古，少保兵部尚書贈太保。父王孟，太僕寺丞。